# Reason Studios

Прежний логотип (1994—2019)

Reason Studios, известная ранее как Propellerhead Software (с англ. — «пропеллероголовые»), — шведская компания, разработчик программного обеспечения для создания музыки.

## История
Компания основана в 1994 году Эрнстом Натхорстом-Боосом, Маркусом Зиттерквистом и Пилле Юбелем. Первым продуктом компании стал ReCycle, редактор музыкальных петель, который мог менять темп семпла, не изменяя высоту его тона. Отредактированная петля сохранялась в собственном формате Propellerhead — REX. ReCycle был выпущен совместно с компанией Steinberg, которая позиционировала его как дополнение к Cubase.
В 1997 году компания выпустила ReBirth RB-338, пошаговый секвенсор, имитирующий классические инструменты Roland, которые широко использовались при создании музыки в стиле техно: синтезатор басовых линий TB-303, а также драм-машин TR-808 и TR-909. ReBirth позиционировали как доступную альтернативу старому и ненадёжному оборудованию. Корпорация Roland потребовала, чтобы к установочному пакету, а также на экран, который появлялся при загрузке ReBirth, было добавлено сообщение о том, что программа создана на основе инструментов Roland, «чьи уникальные звуки и внешний вид были воссозданы в цифровом виде компанией Propellerhead». Полученное таким образом неофициальное одобрение от крупного производителя электромузыкальных инструментов содействовало популяризации продуктов компании, а также стало основой для более тесного сотрудничества двух компаний.
Протокол ReWire был разработан совместно с компанией Steinberg для использования с секвенсором Cubase. Выпущенный в 1998 году, он обеспечивал соединение и синхронизацию между Cubase и ReBirth. В январе 1999 года протокол сделали доступным для бесплатного использования третьими сторонами, чтобы сделать возможной совместную работу различных секвенсоров.
Вскоре фирма сконцентрировались на новом продукте — секвенсоре Reason, выпущенном в 2000 году и завоевавшем множество наград. Reason визуально имитирует студию звукозаписи (со стойками, единицами оборудования, коммутацией между ними), снабжён семплером, драм-машиной, субтрактивным синтезатором, проигрывателем петель в формате REX, пошаговым секвенсором и множеством эффектов. Ещё более привлекательным Reason сделала возможность использовать столько виртуальных устройств, сколько мог выдержать компьютер, а также наличие простого нотного секвенсора и автоматизации. Кроме того, Reason запускался даже на средних по производительности компьютерах и имел весьма привлекательную цену.
В мае 2009 компания объявила о выходе новой программы — Record. Созданная для записи, аранжировки и сведения, программа Record была во многом похожа на Reason и по традиции выглядела как виртуальная стойка с оборудованием. Record имитирует студию звукозаписи с микшером, стойкой с оборудованием и эффектами, а также секвенсор, похожий на традиционные MIDI-секвенсоры. Record создан, чтобы работать вместе с Reason: если последний установлен на компьютере, то инструменты и эффекты из него будут доступны в Record. Программе было присуждено множество наград, в том числе — «Платиновая премия» журнала Future Music, «Выбор редакции» и «Лучшее быстродействие» от журнала Computer Music, а также награда «Совершенство» от издания Music Tech.
В апреле 2010 года компания выпустила своё первое приложение для мобильных платформ: ReBirth RB-338 для Apple iPhone, IPod touch и iPad. Разработанное вместе с компанией Retronyms, оно полностью повторяет оригинальную программу, однако имеет расширенные возможности увеличения и панорамирования, а также позволяет делиться созданными треками с другими пользователями iPhone.
В июле 2011 года компания объявила о скором выходе Reason 6-й версии, в которую должны были быть включены все возможности Record 1.5. Это позволило Propellerhead прекратить выпуск Record.
В марте 2012 года объявлено об инициативе Rack Extensions — набору программных интерфейсов, благодаря которому сторонние разработчики смогут создавать собственные инструменты и эффекты для Reason. Эта технология должна была появиться вместе с бесплатным обновлением Reason 6.5. Rack Extensions (расширения стойки) должны были продаваться в специальном интернет-магазине приложений. Под контролем Propellerhead разработчики получают возможность применять собственные алгоритмы цифровой обработки сигналов и уже существующий программный код для создания инструментов и эффектов, которые можно будет использовать в Reason.
В августе 2019 года компания объявила о переименовании в Reason Studios.

## Использование Интернета
С самого начала компания использовала Интернет и как инструмент маркетинга, и как канал для общения со своими пользователями. В декабре 1996 года альфа-версия ReBirth была выложена для свободного скачивания на сайте Propellerhead, кроме того, компания искала в Сети активных пользователей TB-303 и присылала им письма с предложениями попробовать новое программное обеспечение.
Фирма активно поддерживает форум пользователей, в компании есть множество сотрудников, регулярно отвечающих на сообщения. Возможность отправлять пожелания и предложения напрямую разработчикам привела к тому, что в 1997 году вышло первое скачиваемое обновление для ReBirth.

## Продукты
- ReBirth RB-338 (больше не выпускается)
- Reason
- Reason Essentials — версия Reason для начинающих музыкантов; продается отдельно или вместе с аудиоинтерфейсом Balance.
- Record (входит в состав Reason начиная с версии 6)
- ReCycle
- Reason Adapted — урезанная версия Reason, которая входит в состав различных пакетов программного обеспечения.
- Figure — приложение для iOS, в котором используются технологии синтезатора Thor и драм-машины Kong из Reason. Позволяет создавать короткие лупы, рисуя фигуры на устройствах с сенсорным экраном.
- Rebirth for iOS — приложение для iOS, имеющее тот же набор возможностей, что и версия этой программы для настольного компьютера.[15]
- Balance Audio Interface — внешняя звуковая карта, специально разработанная для использования в Reason (хотя она может работать и с другими цифровыми студиями, которые поддерживают драйверы ASIO).[16]

#### Технологии
- ReWire
- REX2
- Remote — протокол, который используется для связи между программным обеспечением и внешними контроллерами. Впервые появился в Reason 3.
- Rack Extensions — программная платформа, которая позволяет сторонним разработчикам создавать инструменты и эффекты для Reason.

#### Reason ReFill
ReFill — это файл, объединяющий в библиотеку звуки, настройки и конфигурации инструментов; некоторые ReFill-библиотеки:
- Reason Pianos
- Reason Drum Kits
- Reason Electric Bass ReFill
- RDK Vintage Mono ReFill
- ElectroMechanical 2.0 ReFill
- Strings ReFill
- Abbey Road Keyboards — разработан совместно со студией Abbey Road, более не выпускается[17].